# Conroy Maddox
Conroy Maddox (Ledbury, 27 dicembre 1912 – Londra, 14 gennaio 2005) è stato un pittore e scrittore inglese surrealista, autore di collage e conferenziere. Fu una figura di spicco del movimento surrealista di Birmingham.

## Biografia
Quando era ancora bambino, Conroy visitò in ospedale il padre ferito durante la prima guerra mondiale, e venne influenzato dal profondo antimilitarismo del padre stesso. Ciò facilitò l'adesione successiva di Conroy al surrealismo, di cui trascorse il resto della vita esplorando il potenziale attraverso la pittura, i collage, la fotografia e la letteratura.
All'inizio degli anni trenta la famiglia si trasferì a Birmingham. Nel 1935 conobbe il pittore John Melville e il fratello scrittore di questi, Robert, insieme ai quali iniziò l'avventura surrealista.
Ispirato da artisti quali Max Ernst, Óscar Domínguez e Salvador Dalí, Maddox si oppose all'arte accademica a favore di tecniche che esprimevano lo spirito ribelle surrealista. Si unì ufficialmente al gruppo surrealista britannico nel 1938. Prima dello scoppio della guerra si recò più volte a Parigi, dove entrò in contatto con il gruppo surrealista parigino.
Le sue opere in breve tempo iniziarono non soltanto a sfidare la concezione convenzionale della realtà, ma anche a spingere l'espressione pittorica ai limiti della consapevolezza. L'artista venne implicato in scandali e controversie legali quando, durante la seconda guerra mondiale, venne sospettato di sabotaggio da Scotland Yard. La polizia organizzò un'incursione per prelevare i lavori che si credevano contenere messaggi in codice destinati ai nemici.
Dopo la guerra si trasferì nel quartiere Balsall Heath di Birmingham, dove iniziò il periodo di maggiore attività. Il matrimonio contratto nel 1948 con Nan Burton, dalla quale ebbe due figli, terminò nel 1955.
Illustrò la copertina del volume Free Unions - Unions Libre, curato dal surrealista Simon Watson Taylor e pubblicato nel 1946. A propria volta fu autore di Dali, edito da Taschen.
Dal 1938 partecipò a numerose esposizioni, la maggior parte delle quali a Birmingham, Parigi e soprattutto Londra, dove nel 2001 fu organizzata in suo onore la mostra Conroy Maddox. A Surrealist Odyssey, presso la Belgrave Gallery.